# Nymphalis mesoides-splendens
Nymphalis mesoides-splendens är en fjärilsart som beskrevs av Reuss 1911. Nymphalis mesoides-splendens ingår i släktet Nymphalis och familjen praktfjärilar. Inga underarter finns listade i Catalogue of Life.